# Лесной переулок (Пороховые)
Лесно́й переулок — переулок в Красногвардейском районе Санкт-Петербурга. Проходит от Новой до Набережной улицы в районе Ржевского лесопарка.

## История
Название улицы известно с середины XX века.

## Пересечения
- Новая улица
- Набережная улица

## Транспорт
Ближайшая к Лесной улице станция метро — «Ладожская».

## Достопримечательности
- В непосредственной близости от Лесного переулка находится Ржевский лесопарк.
- За пересечением с Набережной улицей — разлив реки Лапки (Жерновки).